# Suzuki DR 750
La Suzuki DR 750, surnommée « Big DR », est une moto de type trail routier commercialisée par Suzuki à partir de 1988. Elle est l'héritière des DR600 et DR650 et préfigure l'arrivée de la DR800, ultime évolution de la gamme et plus gros monocylindre jamais produit.